# Sergio Llull
Sergio Llull Melià (pronúncia espanhola: SER-hio YU-le, pronúncia catalã: SER-hio YU-y) (Maó, 15 de novembro de 1987) é um basquetebolista profissional espanhol. Atualmente joga na Liga ACB pelo Real Madrid.

## Títulos e premiações

### Clubes
- 3x Campeão da Liga ACB (2007, 2013 e 2015)
  - 2x Vice-campeão da Liga ACB (2012 e 2014)
- 3x Campeão da Copa do Rei (2012, 2014 e 2015)
  - 2x Vice-campeão da Copa do Rei (2009 e 2010)
- 3x Campeão da Supercopa da Espanha (2012, 2013 e 2014)
  - 1x Vice-campeão da Supercopa da Espanha (2010)
- 1x Campeão da Euroliga (2015)
  - 2x Vice-campeão da Euroliga (2013 e 2014)
- 1x Campeão da Copa Intercontinental (2015)

### Seleção
- 1x  Campeonato Europeu Sub 18 em Saragoça em 2004.
- 1x  Campeonato Europeu Sub 20 em Gorizia, Itália em 2007.
- 3x  EuroBasket (2009, 2011 e 2015)
- 1x  EuroBasket (2013)
- 1x  Jogos Olímpicos de Verão (2012)

### Pessoais
- Segundo Quinteto Ideal da Euroliga (2011)
- MVP da Copa do Rei (2012)
- 2x Quinteto Ideal da Liga ACB (2012 e 2015)
- MVP da Supercopa da Espanha (2014)
- MVP das Finais da Liga ACB (2015)
- MVP da Copa Intercontinental de 2015
- MVP da Euroliga 2016-17